# 'с-Гравенмур
'с-Гравенмур (нід. 's Gravenmoer) — село в нідерландській провінції Північний Брабант. Входить до муніципалітету Донген.
Його площа — 5,23 км², а населення станом на 2021 рік становило 2260 осіб.
Перша згадка про населений пункт датується 1326 роком.
До 1997 року мало статус окремого муніципалітету.

## Галерея

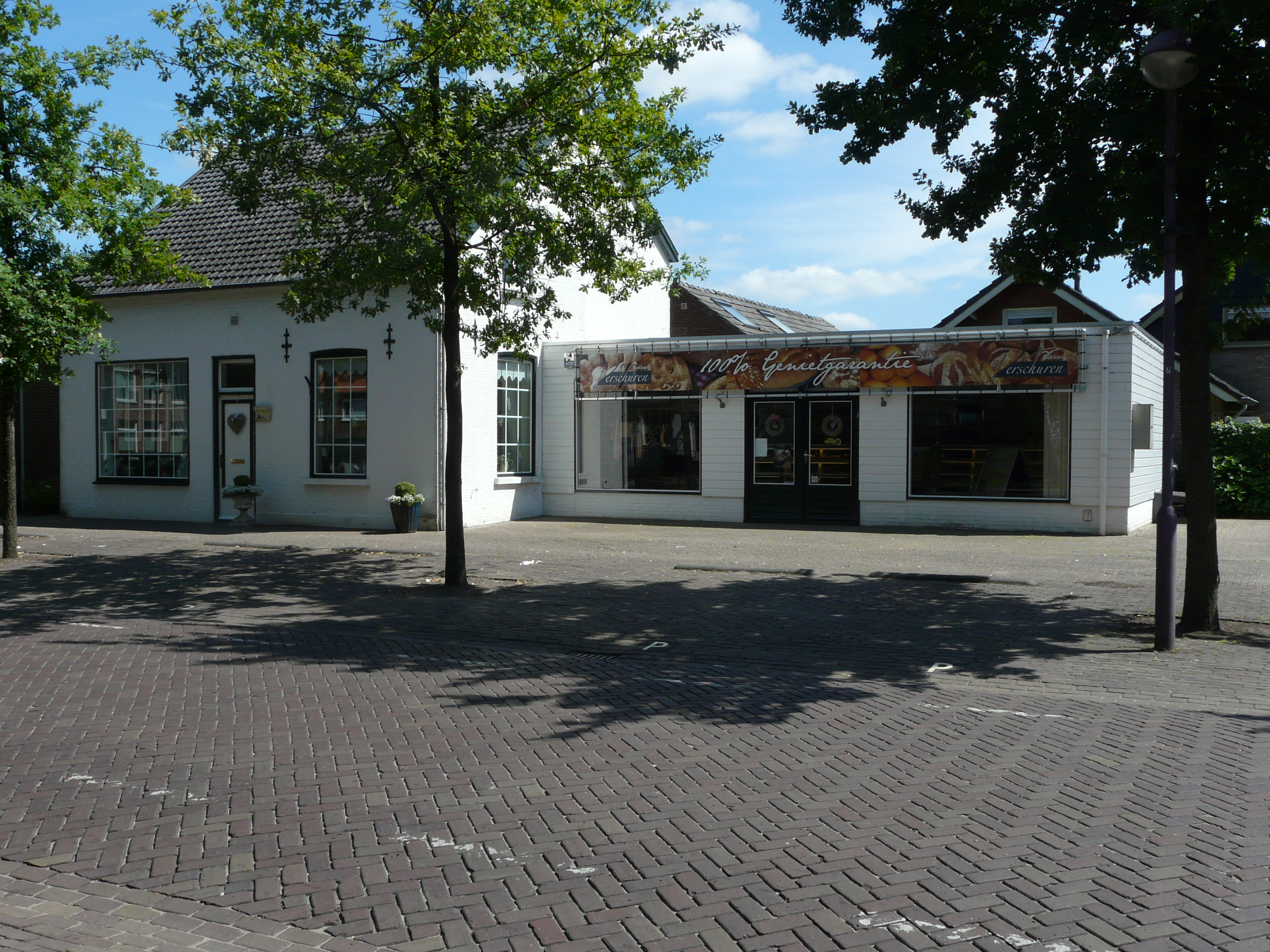
Сільська пекарня
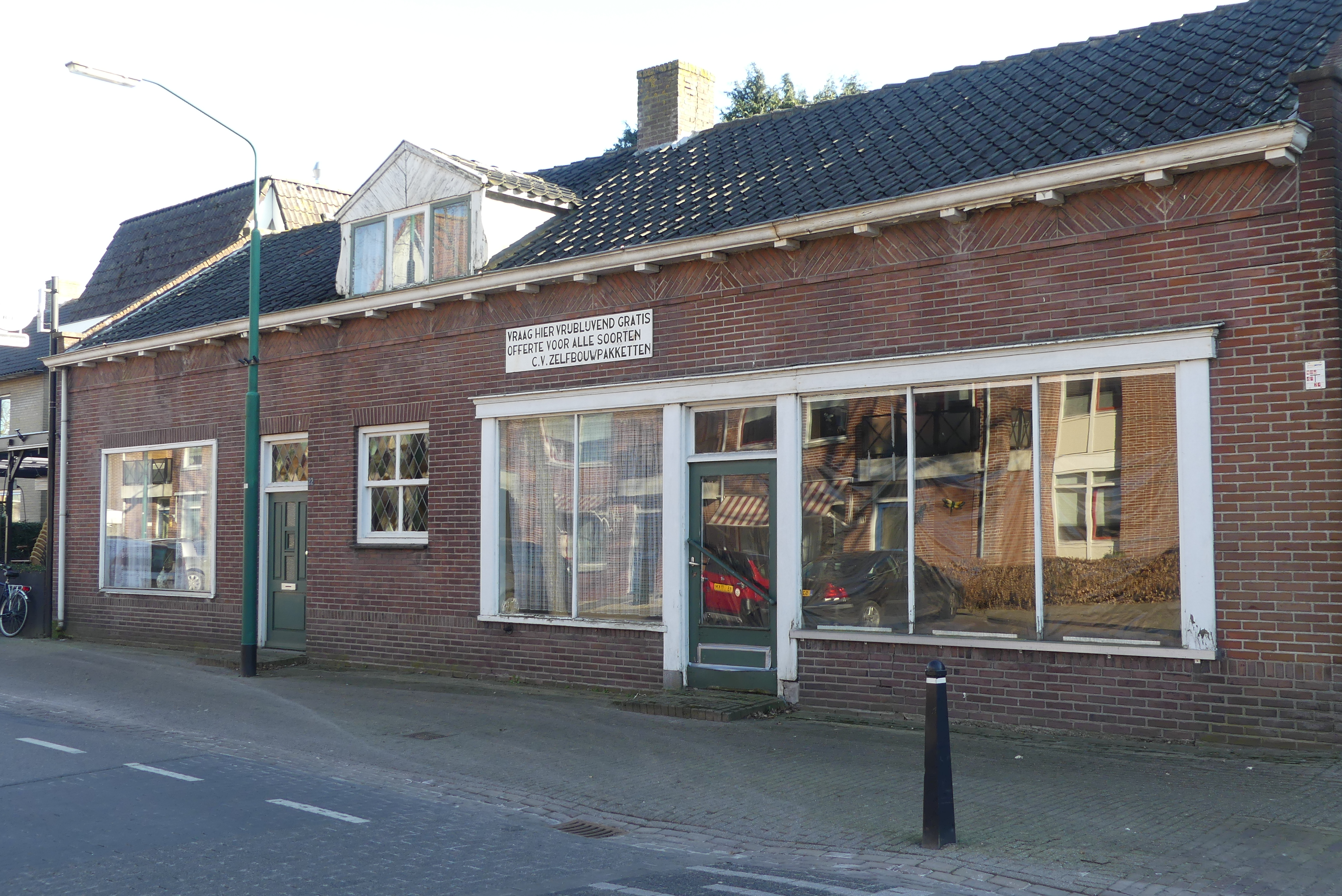
Сільський будинок
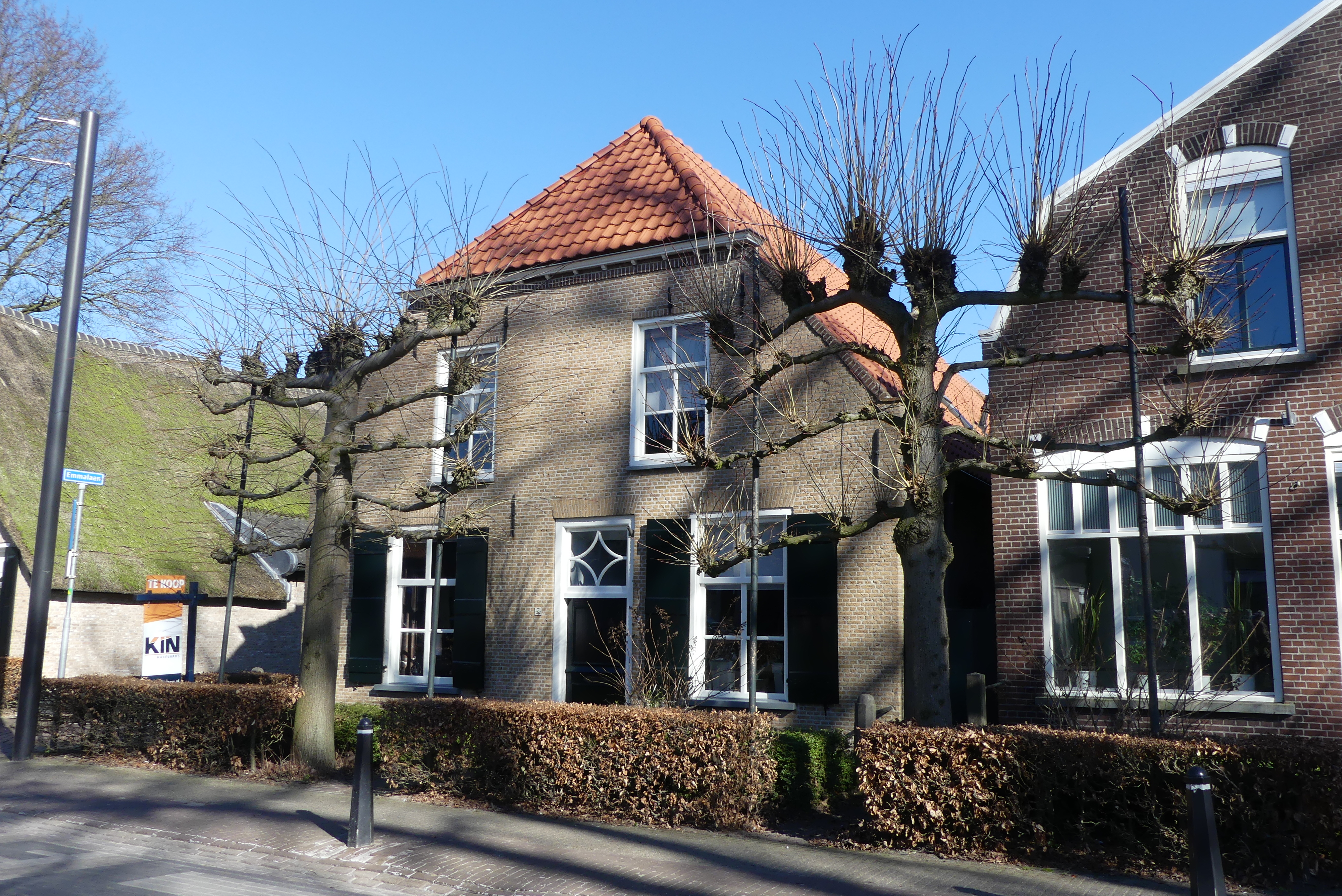
Сільський будинок
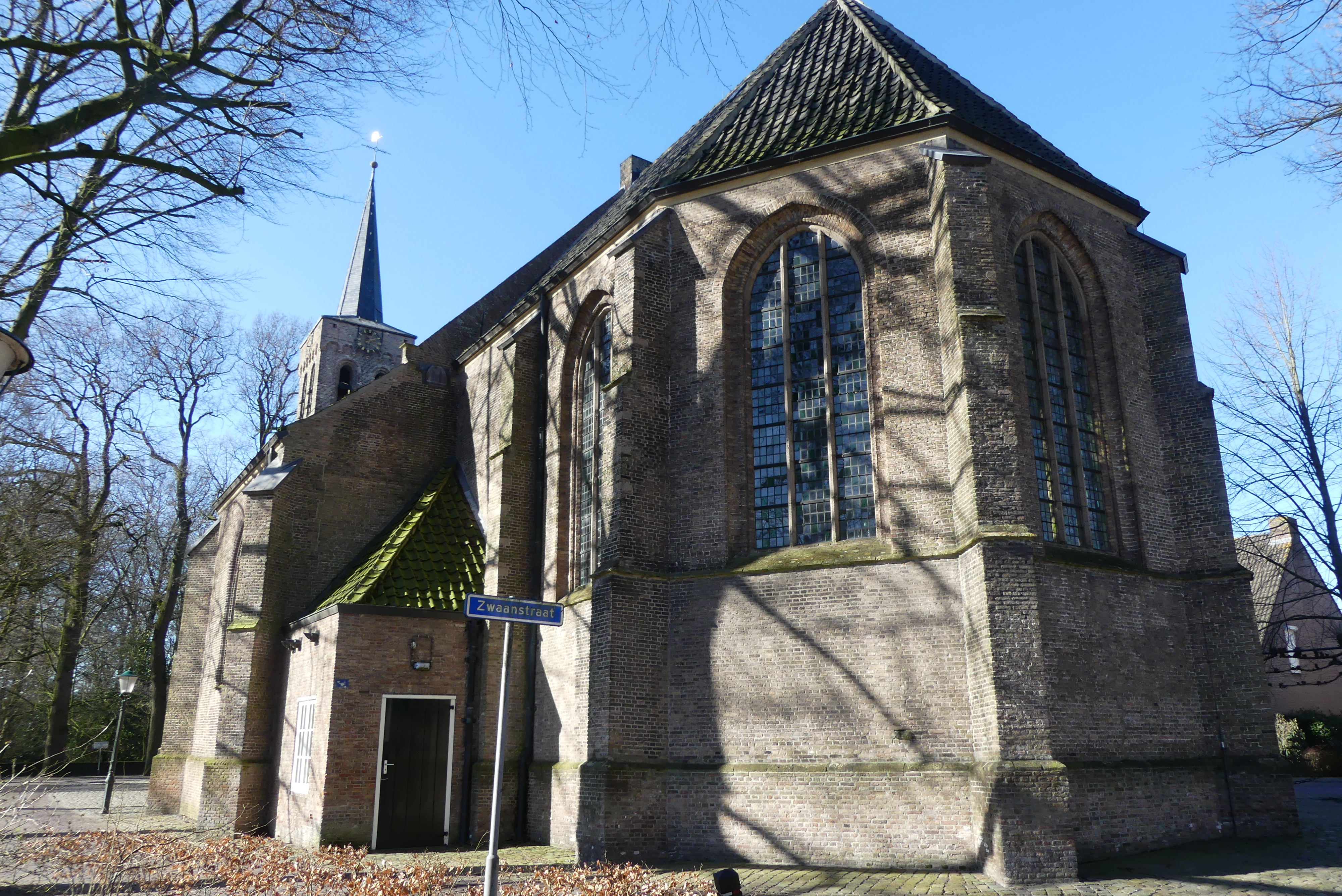
Церква св. Мартінуса